# Mallacoota
Mallacoota – miejscowość w Australii, w stanie Wiktoria, w regionie Gippsland, około 523 km na wschód od Melbourne. Około 1 tys. mieszkańców (w sezonie letnim ok. 8 tys. turystów). Jest to ostatnie miasto na wybrzeżu Wiktorii przed granicą z Nową Południową Walią, 25 km od drogi Princes Highway. Mallacoota otoczona jest przez Park Narodowy Croajingolong.